# Ribera d'Urgellet
Ribera d'Urgellet är en kommun i Spanien.   Den ligger i provinsen Província de Lleida och regionen Katalonien, i den nordöstra delen av landet, 500 km öster om huvudstaden Madrid. Antalet invånare är 997. Arean är 107 kvadratkilometer. Ribera d'Urgellet gränsar till Cabó, Montferrer i Castellbò, La Seu d'Urgell, La Vansa i Fórnols, Fígols i Alinyà, Les Valls d'Aguilar och Alàs i Cerc. 
Terrängen i Ribera d'Urgellet är kuperad åt nordost, men åt sydväst är den bergig.